# Ego War
Ego War is het debuutalbum van de Britse dance-formatie Audio Bullys. 
Het album is uitgebracht op 3 juni 2003. Kenmerkend voor het geluid Audio Bullys zijn de beats en de teksten over het (straat)leven in Engeland. Het album haalde de 19e plek in de Britse hitlijsten. 

## Tracks
1. "Snake"
2. "100 Million"
3. "Keep On Moving"
4. "Way Too Long"
5. "Turned Away"
6. "Real Life"
7. "We Don't Care"
8. "Face in a Cloud"
9. "The Tyson Shuffle"
10. "The Things"
11. "Veteran"
12. "The Snow"
13. "I Go to Your House"
14. "Hit the Ceiling"
15. "Ego War"